# 常竺
常竺（？—？），字代文，蜀郡江原縣（今成都市江源鎮東）人。延熙年間被任命為南廣太守，後召回成都任侍中，巴西令狐衷接任南廣太守。

## 子
- 常偉，字公然，閬中令。

## 孫
- 常騫，字季慎。[3]西晉湘東太守。

## 外部連結
中國哲學書電子化計劃《水經注疏》卷三十三 （页面存档备份，存于）